# Tierra euskara
Tierra euskara, que lleva el subtítulo de excursiones, cuadros y notas de Guipúzcoa, es un libro de Alfredo de Laffitte. Lo publicó por primera vez la Imprenta y Casa Editorial de Eusebio López en 1886.

## Descripción
Impresa en 1886 en Tolosa por la editorial de Eusebio López, la obra, prologada por un texto laudatorio de las tierras vascas, se divide en tres partes: unas excursiones por Guipúzcoa, varios textos sobre diferentes elementos de la provincia (pescadores, carreteras y valles, entre otros) que el autor llama «cuadros» y unas notas sobre el «ayer, hoy y mañana» de la ciudad de San Sebastián. «[...] Mi objeto principal en las presentes líneas ha sido el de dar una ligerísima idea del espíritu vascongado más puro y que solo se halla léjos de las poblaciones, en el interior del campo», explica el autor en la introducción. Varios de los textos se habían publicado ya con anterioridad en la revista Euskal-Erria, de la que Laffitte era asiduo colaborador. «Por el estilo elegante y ameno que en él campea, y por el amor á la Euskal-erria y á sus honradas costumbres que palpita en todas sus páginas, no vacilamos en recomendar á nuestros lectores la adquisición de esta obrita, por cuya publicación felicitamos cordialmente á su autor», se recogía en unas breves «noticias bibliográficas y literarias» publicadas en el número de esa revista que salió a imprenta en el primer semestre de 1886.